# راینهارد شر
راینهارد شر (آلمانی: Reinhard Scheer؛ زاده ۳۰ سپتامبر ۱۸۶۳ درگذشته ۲۶ نوامبر ۱۹۲۸) یک فرد نظامی اهل آلمان بود.